# Ole Fischer (Schauspieler)
Ole Fischer (* 2. August 1987 in Kiel) ist ein deutscher Schauspieler.

## Leben
Ole Fischer ist Autodidakt. Er spielte seine erste Rolle bei Lenßen und Partner Staffel 5 Folge 185. Unter anderem spielte er in der 2009 erschienenen Verfilmung des gleichnamigen Romanes Dorfpunks von Rocko Schamoni. Seitdem ist er in zahlreichen Film- und Fernsehproduktionen zu sehen.
Im Jahr 2016 wurde Fischer im Rahmen des Studio Hamburg Nachwuchspreises für seine Rolle „Jens“ in der ZDFneo-Serie Komm Schon! für den Günter-Strack-Fernsehpreis als bester Nachwuchsdarsteller nominiert.
Er lebt in Berlin.

## Filmografie (Auswahl)

### Kino
- 2006: Lenßen und Partner (Lenßen in tödlicher Klemme)

2009: Dorfpunks
- 2009: Groupies bleiben nicht zum Frühstück
- 2010: Westwind
- 2015: Why
- 2017: Einmal bitte alles

### Fernsehen
- 2010: Der Dicke, Regie: Lars Jessen
- 2010: Eine feste Burg, Regie: Markus Dietrich
- 2011: I have a boat, Regie: Nathan Nill
- 2011: Die Drehung der Welt, Regie: Jana Magdalena Keuchel
- 2012: Der Kriminalist Regie: Christian Görlitz
- 2012: SOKO Wismar, Regie: Bruno Grass
- 2013: Die Pfefferkörner, Regie: Andrea Katzenberger
- 2013: Großstadtrevier, Regie: Lars Jessen
- 2014: Nord bei Nordwest – Käpt’n Hook, Regie: Marc Brummund
- 2015: Einmal Hallig und zurück, Regie: Hermine Huntgeburth
- 2015, 2023: SOKO Leipzig, Regie: Robert del Maestro, Jörg Mielich
- 2015: Lautloser Schrei, Regie: Friedemann Fromm
- 2015: Komm schon!, Regie: Nathan Nill & Ester Bialas
- 2016: Tatort – Feierstunde, Regie: Lars Jessen
- 2016: Mörderische Stille
- 2017: Jürgen – Heute wird gelebt
- 2018: In aller Freundschaft – Die jungen Ärzte (Fernsehserie, Folge Unter Geschwistern)
- 2018: Notruf Hafenkante (Fernsehserie, Folge Rattenburg)
- 2019: Praxis mit Meerblick – Unter Campern (Fernsehserie, Episode 4)
- 2019: Und tot bist Du! – Ein Schwarzwaldkrimi (TV-Zweiteiler)
- 2019: Frau Jordan stellt gleich (Fernsehserie, Folge Pick-up und PEKiP)
- 2019: Morden im Norden (Fernsehserie, Folge Unter der Haut)
- 2020: Die Inselärztin – Das Rätsel
- 2021: Check Check
- 2024: Daheim in den Bergen: Schulter an Schulter